# Kajakarstwo
Kajakarstwo – grupa dyscyplin sportów wodnych oraz rodzaj turystyki wodnej wykorzystująca kajaki i kanadyjki, niegdyś również odmiana transportu (wodnego).

## W dawniejszych czasach
Kajak i kanadyjka (canoe) znane były w starożytności, chociaż historię kajaka wiąże się z Eskimosami („ka-i-ak” – „męskie czółno eskimoskie”), a kanadyjki z Indianami północnoamerykańskimi, głównie z Kanady.

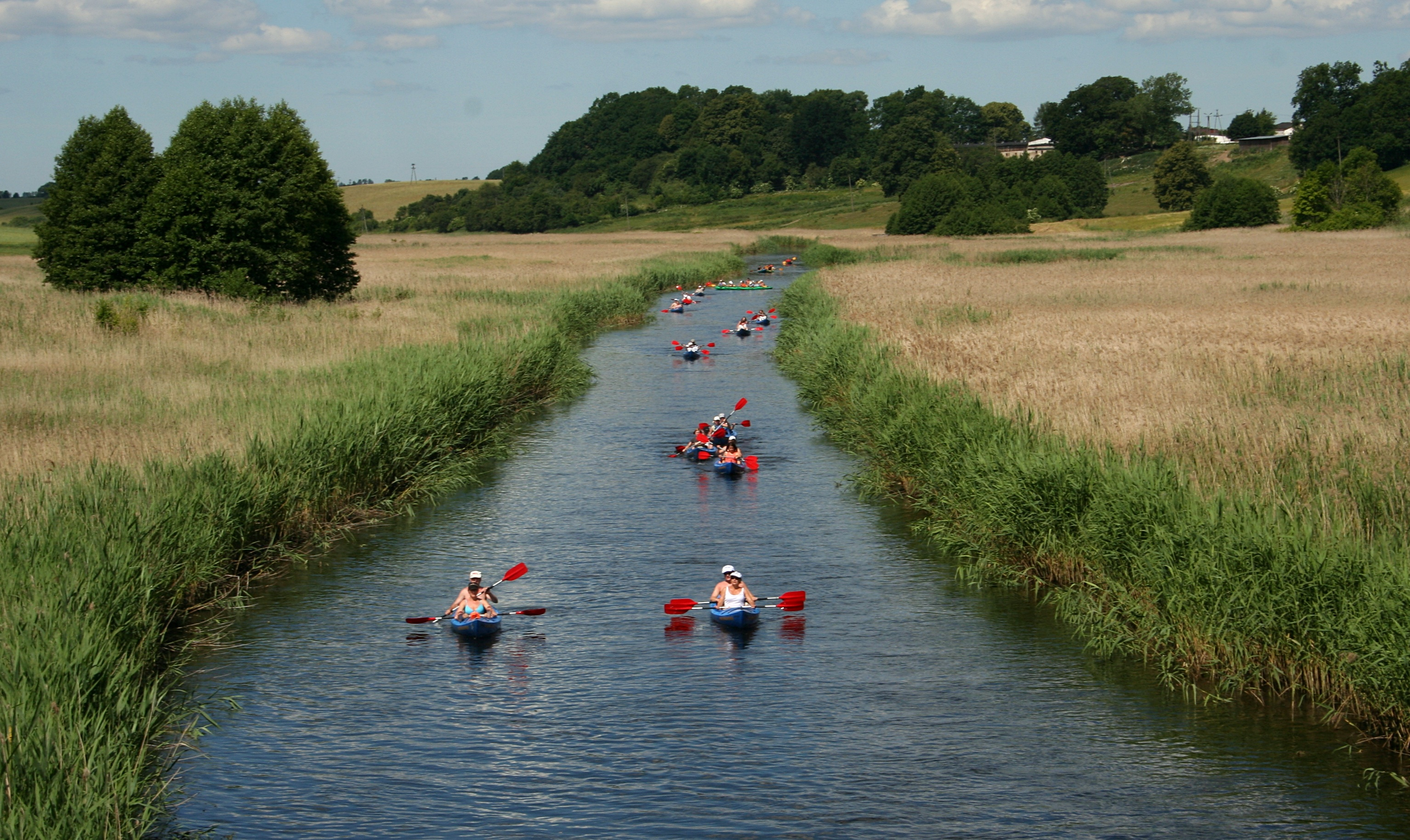
Spływ kajakowy rzeką Brdą

Łódź była w wielu miejscach jednym z podstawowych narzędzi człowieka już od najdawniejszych czasów. Służyła mu do podróżowania, polowania i walki. Historia wodnych dyscyplin sportu sięga daleko wstecz, a świadczą o tym liczne, do dziś zachowane pamiątki z przeszłości. W zależności od miejscowych warunków i dostępnych materiałów powstały różne typy łodzi: od kanadyjek (canoe), używanych do dziś przez północnoamerykańskich Indian, poprzez pirogi polinezyjskie do kajaków Eskimosów.
Wykopaliska archeologiczne stale pozwalają przesuwać wstecz datę narodzin kajaka i kanadyjki. Brytyjski archeolog sir Leonard Woolley, prowadzący badania w ruinach miasta Ur w południowej Mezopotamii, znajdującego się na terytorium dzisiejszego Iraku, znalazł grób jednego z sumeryjskich królów, gdzie znajdował się wykonany ze srebra model pirogi i wiosła. Wiek tego znaleziska ocenia się na około 6000 lat.
Prace wykopaliskowe prowadzone w Egipcie dowodzą, że już na ponad 2000 lat p.n.e. były tam w użytku łodzie, podobne kształtem do wieloosobowych kanadyjek.
W Muzeum Pergamońskim w Berlinie znajduje się rysunek, ryty w kamieniu, przedstawiający taką właśnie kanadyjkę z ośmioma wioślarzami. Natomiast rzeźby w pałacu w Korsabat sugerują, że stylem kanadyjskich Indian wiosłowali także Fenicjanie i wikingowie. W tym ostatnim przypadku dowodem jest łódź wojenna wykopana w Szlezwiku, a pochodząca z ok. 300 r. n.e.
Najstarsze informacje o kajakach czerpać można zarówno z legend, jak i wykopalisk, znaków runicznych i rzeźb archaicznych.
Na podstawie wykopalisk kanadyjskich udało się odtworzyć szczegóły budowy pierwotnych canoe. Były one wykonywane z kory, najczęściej brzozowej, na szkielecie z giętkiego drewna (wierzba, cedr). Eskimosi używali łodzi ze szkieletem z drewnianych listew lub z kości, które obciągali skórą reniferów albo fok, zostawiając jedynie niewielki otwór, przez który wchodzili do kajaka. Otwór ten uszczelniany był skórzaną odzieżą Eskimosów. Mniejsza szerokość takich łodzi umożliwiła stosowanie wioseł o dwóch piórach, co umożliwiało bardziej efektywne wiosłowanie i sterowanie. W ten oto sposób powstał prototyp kajaka.

## Turystyka kajakowa

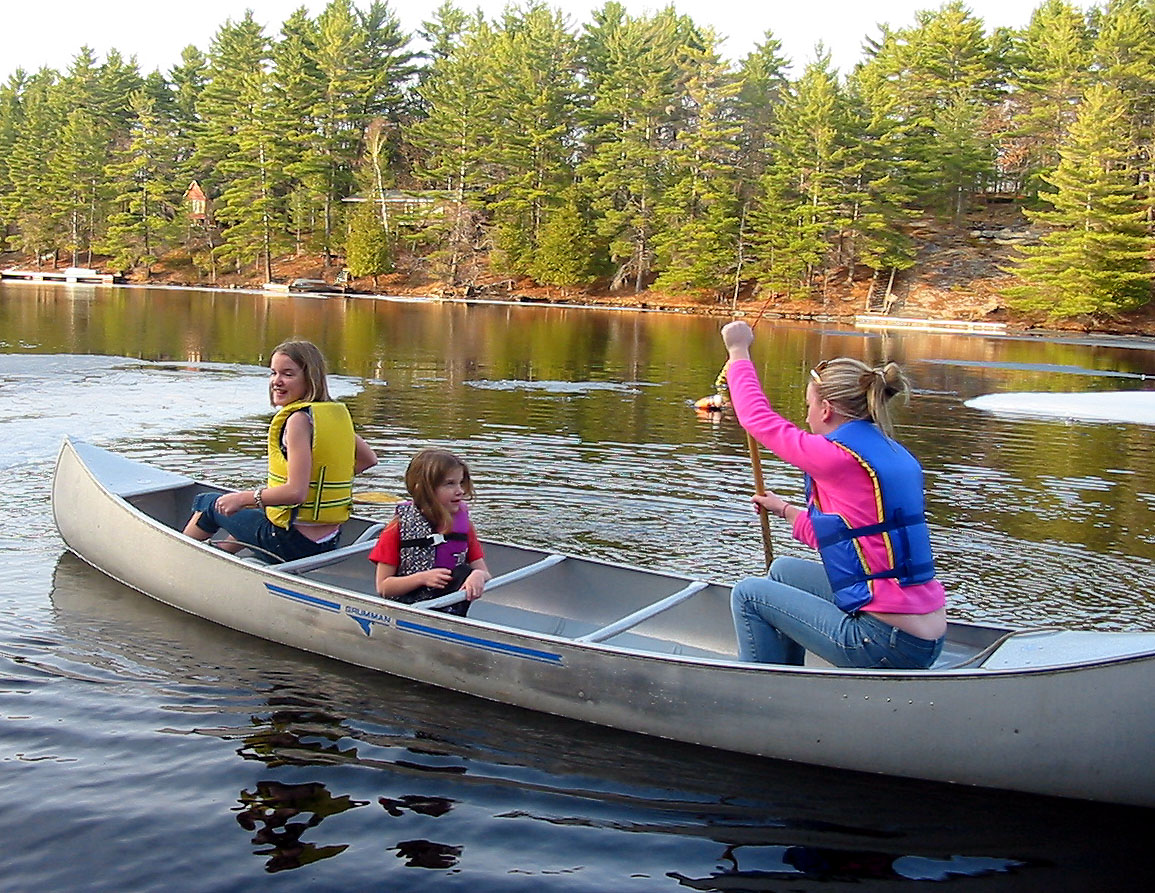
Spływ kajakowy w Kanadzie

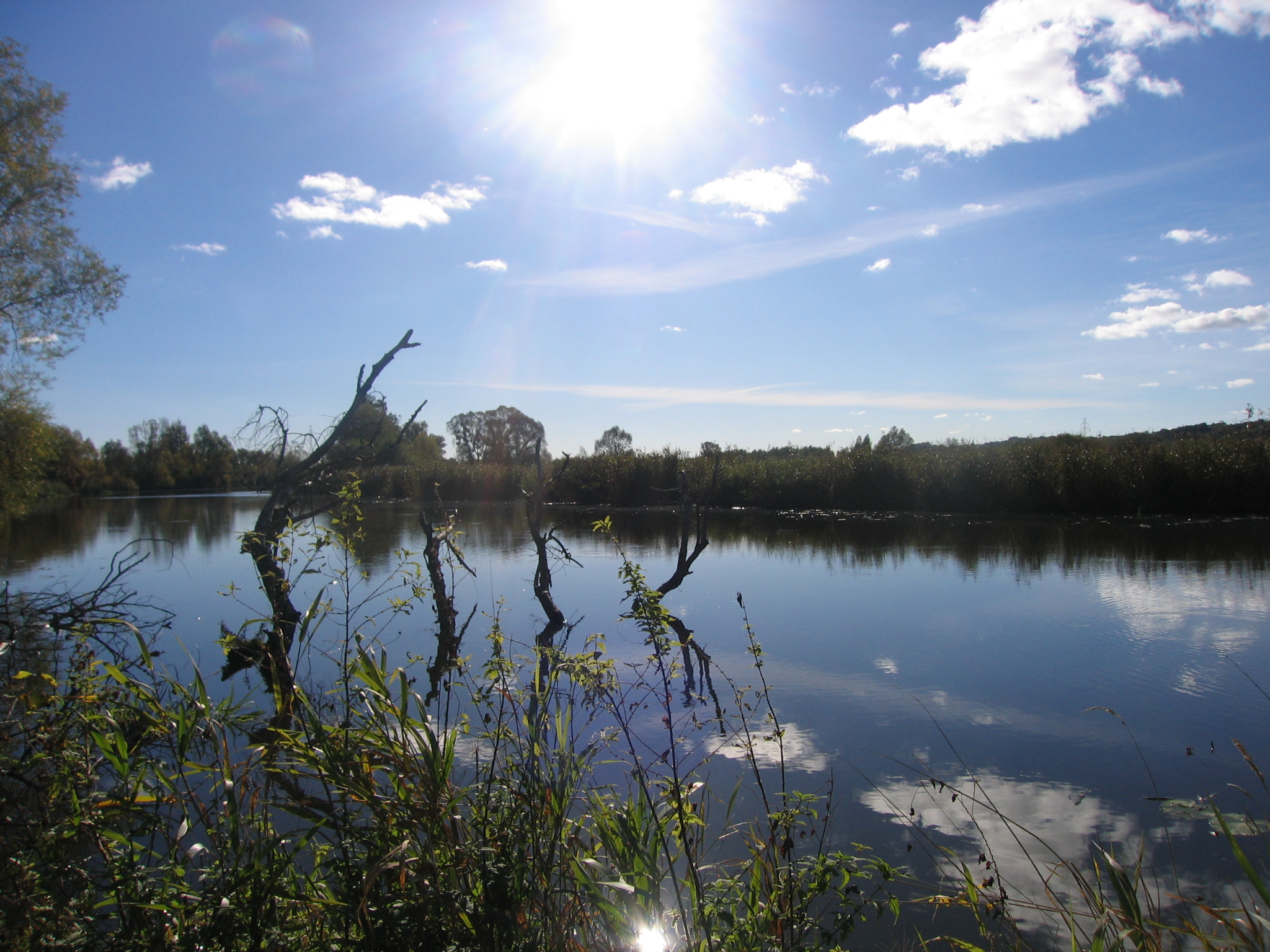
Szlak kajakowy na Łarpi – odnodze Odry w Policach

Kajakarstwo trafiło do Europy (Wielkiej Brytanii) na przełomie lat 50. i 60. XIX wieku. Zaczęto wtedy używać łodzi wzorowanych na kajakach eskimoskich.
Pierwszy na świecie klub kajakarski założył Szkot John MacGregor, który w 1865 roku zbudował Rob Roya – kajak drewniany z poszyciem klepkowym, przepływając nim następnie rzeki Wielkiej Brytanii i w Europie.
Efektem tej podróży była książka A Thousand Miles in the Rob Roy Canoe, która spopularyzowała turystykę kajakową.
W latach 70. XIX wieku rozpoczęto w Kanadzie produkowanie drewnianych kanadyjek wzorowanych na indiańskich łodziach z kory brzozowej. Te drewniane kanadyjki stały się wkrótce równie popularne jak kajaki.

## Sport kajakowy
Międzynarodowa organizacja, nazywana pierwotnie IRK (Internationale Repräsentantenschaft Kanusport), a po II wojnie światowej
przemianowana na ICF (International Canoe Federation) powstała 19 stycznia 1924 roku w Kopenhadze.

### Klasyfikacja
Kajakarstwo sportowe można podzielić na:
- kajakarstwo klasyczne (regatowe, nizinne)
- kajakarstwo górskie
- żeglarstwo kajakowe
- kajak-polo (gra z piłką)
- freestyle kajakowy (rodeo kajakowe) – rodzaj akrobatyki, najmłodsza odmiana kajakarstwa. Mistrzostwa Świata rozgrywane są w kategoriach:
  - kajaki jedynki kobiet (K1K)
  - kajaki jedynki mężczyzn (K1M)
  - kajaki jedynki juniorki (K1JK)
  - kajaki jedynki juniorzy (K1JM)
  - kanadyjki jedynki kobiet (C1K)
  - kanadyjki jedynki mężczyzn (C1M)
  - otwarte kanadyjki unisex (OC1)

W 1936 kajakarstwo regatowe, a w 1972 kajakarstwo górskie trafiły do programu olimpijskiego.
- W kajakarstwie klasycznym zawody odbywają się na dystansach:
  - 200 m
  - 500 m
  - 1000 m
  - 2000 m
  - 3000 m
  - 5000 m
  - 10000 m
  - maratonów kajakowych, rozgrywanych z reguły na dystansach od 10 do 30 km i obejmujących najczęściej odcinki, gdzie zawodnicy obligatoryjnie muszą przenieść kajak przez odcinek po lądzie (tzw. przenoskę)[2].

- kajakarstwo górskie zaś dzieli się na:
  - zjazd
  - slalom

Regaty nizinne uprawiane są na:
- kajakach
  - jednoosobowych (K1)
  - dwuosobowych (K2)
  - czteroosobowych (K4)
- kanadyjkach
  - jednoosobowych (C1)
  - dwuosobowych (C2)
  - czteroosobowych (C4)

W kajakarstwie górskim używa się:
- kajaków
  - jednoosobowych (K1)
- kanadyjek
  - jednoosobowych (C1)
  - dwuosobowych (C2)

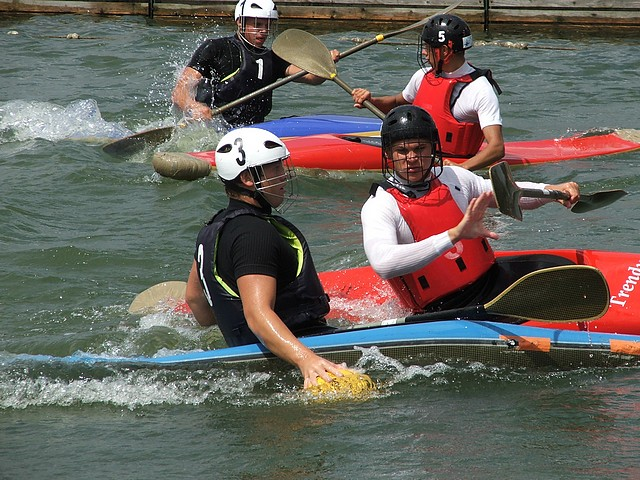
Kajak polo

Łodzie do zjazdu i slalomu bardzo się różnią. W kajaku zawodnik siedzi twarzą zwróconą do przodu, posługując się wiosłem dwupiórowym. W kanadyjce regatowej zawodnik klęczy na jednym kolanie, a w kanadyjce górskiej siedzi w przyklęku na obu kolanach i wiosłuje wiosłem o jednym piórze (pagajem).
Żeglarstwo kajakowe (zupełnie nieistniejące w Polsce) używa specjalnych kajaków wyposażonych
w żagle o pow. 10 metrów kwadratowych, uznawanych za najszybsze i najbardziej wymagające łodzie jednokadłubowe.
Kajak-polo (ang. canoe-polo) to piłka kajakowa. Mecze rozgrywane są przez dwie pięcioosobowe drużyny, w specjalnych kajakach, na boisku o wymiarach 35 x 23 m. Do gry używa się takiej samej piłki, jak do piłki wodnej, a celem jest trafienie do bramek o wymiarach 1 x 1,5 m,
zawieszonych 2 m nad powierzchnią wody. Mecz trwa 2 razy po 10 minut.
Freestyle kajakowy (rodeo) polega na wykonywaniu kajakiem figur akrobatycznych w odwoju, na fali rzecznej lub na pewnym odcinku rzeki (tzw. feeride). Freestyle można uprawiać także na wodzie stojącej (np. jezioro, basen). Figury to salta, obroty płaskie i pionowe, piruety itp. Każda figura jest oceniana zależnie od jej trudności. Celem zawodów jest zdobycie w określonym czasie (np. 45 sekund) jak największej liczby punktów.

## Kajakarstwo w Polsce
W Polsce za prekursora turystyki kajakowej uchodzi etnograf Zygmunt Gloger, który w 1872 odbył wycieczki po Wiśle, Bugu, Niemnie i Biebrzy. Za początek zorganizowanej działalności uważa się
rok 1928, kiedy to w ramach Polskiego Związku Narciarskiego powstała Komisja Kajakowa (z siedzibą w Krakowie). W 1930 roku
Komisja przeistoczyła się w samodzielny Polski Związek Kajakowy.
Polacy zdobyli kilkanaście tytułów mistrzów świata: S. Kapłaniak (K1 na 500 m, 1958), Grzegorz Śledziewski (K1 na 1000 m 1971, 1975), M. Ćwiertniewicz (slalom – 1977), I. Klementjevs (C1 – 1994); Beata Sokołowska, Aneta Pastuszka K-2 500 m. złoto, K-2 200 m. srebro, K-4 500 m. brąz, K-4 200 m. brąz, Mediolan (1999); B. Sokołowska, A. Pastuszka – brąz Sydney (2000); K. Kołomański, M. Staniszewski w Sydney zdobyli srebro (C2 – 2000); Piotr Markiewicz (K1 – 1995), Beata Sokołowska-Kulesza, Aneta Pastuszka K-2 500 m. brąz Ateny (2004), Marek Twardowski (K1 – 2006 i 2011), Piotr Siemionowski (K1 200m- 2011), freestyle kajakowy –  Tomasz Czaplicki srebro (K1M- 2022), brąz (K1M – 2013),  Zofia Tuła srebro (C1K -2023) brąz (K1K – 2019).